# Hans Scheuerl

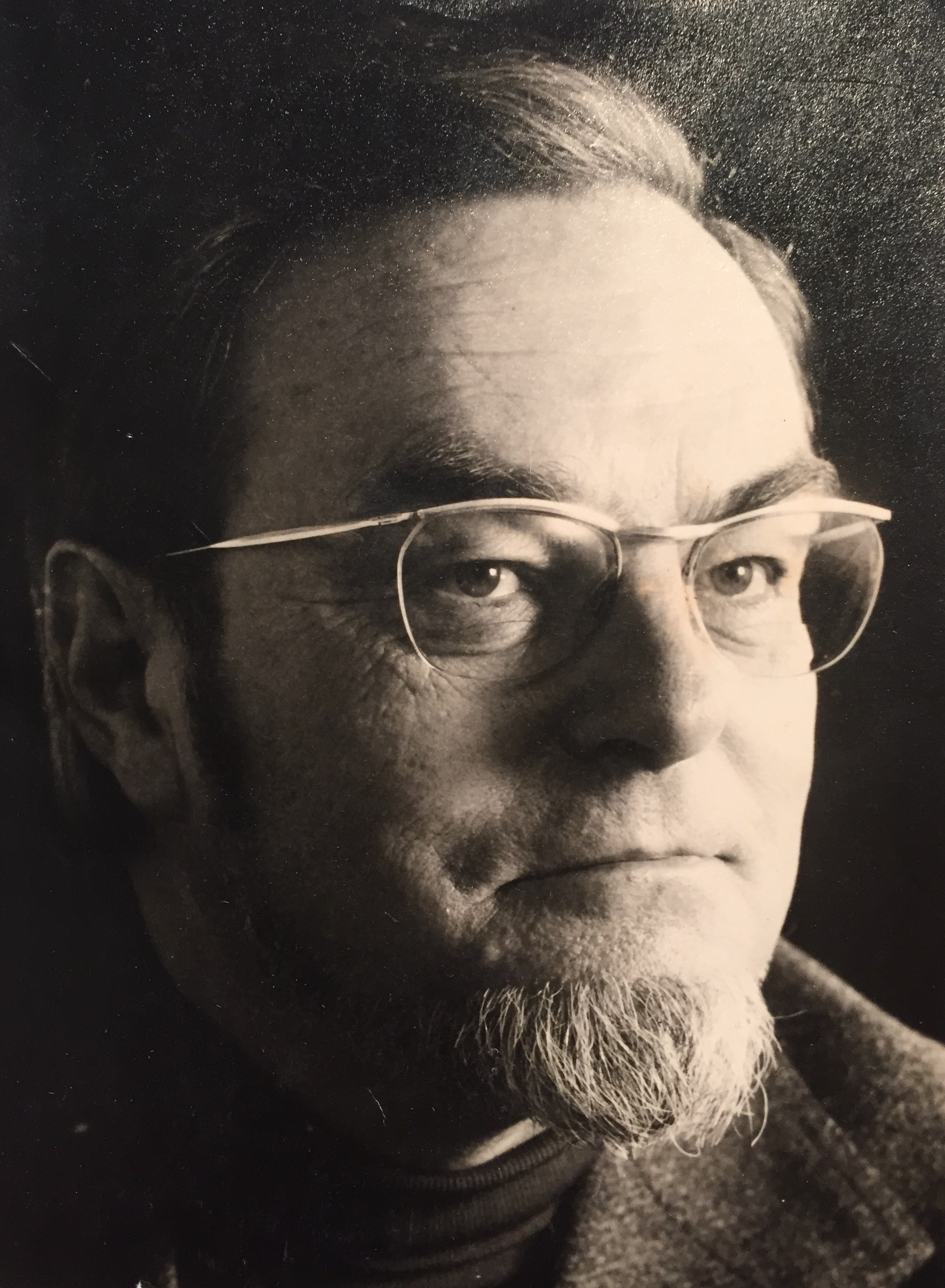
Hans Scheuerl

Hans Scheuerl (* 17. Januar 1919 in Berlin; † 5. Mai 2004 in Hamburg) war Professor der Erziehungswissenschaft.

## Werdegang

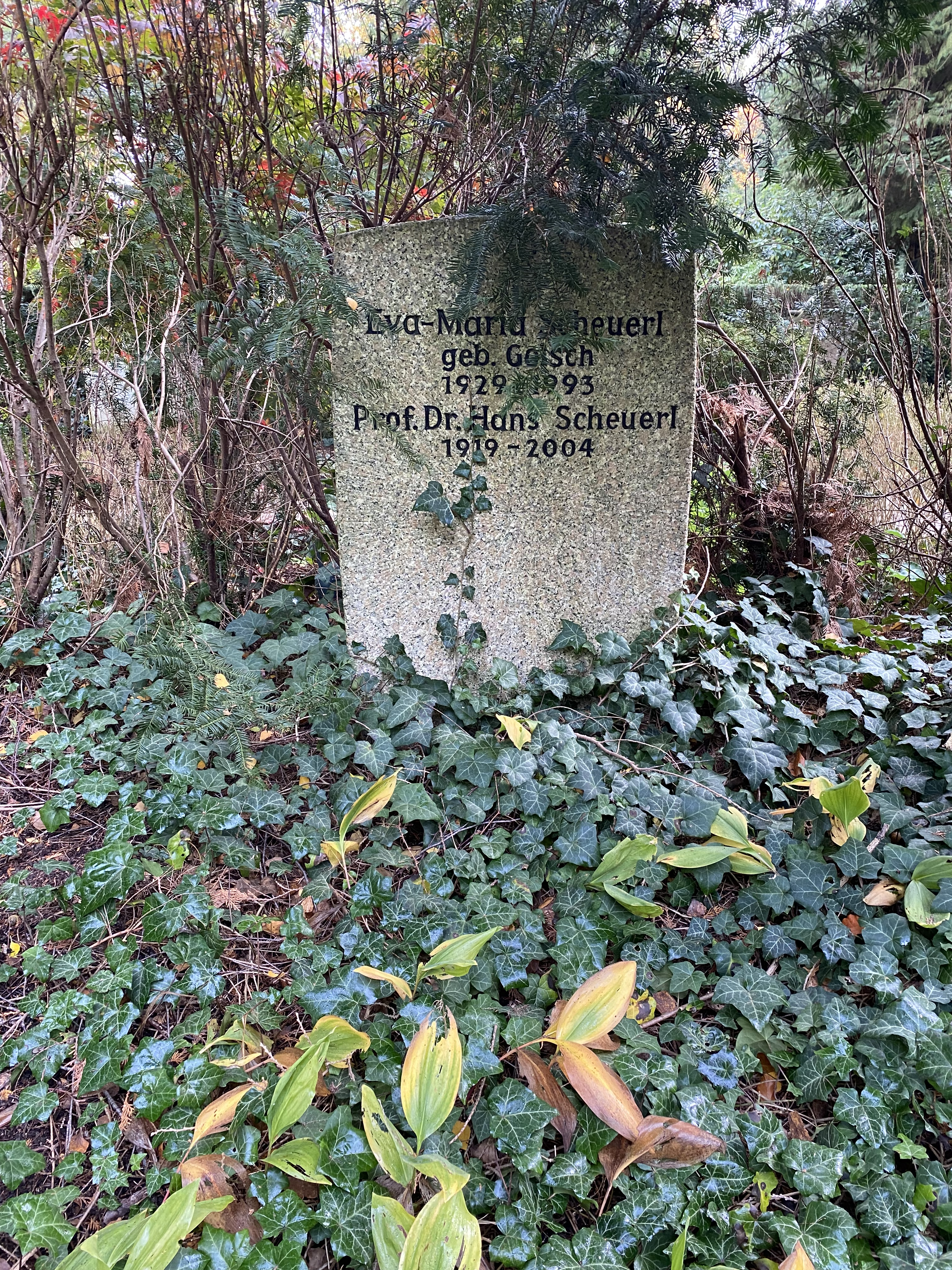
Grabstätte

Scheuerl wurde 1957 bei Wilhelm Flitner an der Universität Hamburg habilitiert. Nach einem Ruf an die Pädagogische Hochschule in Osnabrück im Jahr 1959 war er in Erlangen und Frankfurt am Main tätig.
Er arbeitete von 1969 bis 1987 im Fachbereich Erziehungswissenschaft der Universität Hamburg und baute diesen von 1969 bis 1973 als Gestalter und Dekan mit auf.
Hans Scheuerl widmete sich in seinen Publikationen grundlegenden Gebieten der Erziehungswissenschaft. Insbesondere seine Studien zum Spiel und zur „Exemplarischen Lehre“ regten Diskussionen in seinem Fach an. Dabei behandelte er auch Aspekte anderer Fachgebiete, wie der Friedens- und der Sexualerziehung, ebenso Aspekte der biologischen Anthropologie, der Psychoanalyse und der Religionspädagogik. Ein weiterer Schwerpunkt seiner Arbeit war das Werk Jan Amos Comenius’. Von 1965 bis 1969 war er Mitglied des Beirats der Friedrich-Naumann-Stiftung.
Hans Scheuerl war Mitherausgeber der Zeitschrift Pädagogik und von 1968 bis 1972 Vorsitzender der Deutschen Gesellschaft für Erziehungswissenschaft sowie Mitglied im Schulausschuss der Westdeutschen Rektorenkonferenz.

## Privates
Hans Scheuerl war Vater des Hamburger Anwalts und Initiators der Hamburger Bürgerinitiative Wir wollen lernen Walter Scheuerl. Er wurde auf dem Nienstedtener Friedhof beigesetzt.

## Schriften (Auswahl)
- Untersuchungen über das Wesen des Spiels, seine pädagogischen Möglichkeiten und Grenzen. Hamburg 1952 (Hochschulschrift; Hamburg, Philosophische Fakultät, Dissertation vom 23. Juli 1952).
- Das Spiel. Untersuchungen über sein Wesen, seine pädagogischen Möglichkeiten und Grenzen. Beltz, Weinheim, Berlin 1954; 11., überarbeitete Ausgabe, 1990; ISBN 3-407-34045-1.
- Beiträge zur Theorie des Spiels. Beltz, Weinheim / Berlin [1955].
- Begabung und gleiche Chancen. Zur Frage der „Startgerechtigkeit“ im Schulwesen. Quelle & Meyer, Heidelberg 1958.
- Die exemplarische Lehre. Sinn und Grenzen eines didaktischen Prinzips. Niemeyer, Tübingen 1958 (Hamburg, Philosophische Fakultät, Habilitationsschrift vom 27. Juli 1957).
- (als Hrsg.): Theorien des Spiels. 11., überarbeitete und ergänzte Ausgabe; Beltz, Weinheim / Basel 1991, ISBN 3-407-34054-0.